# المجلس العسكري للإنعاش الوطني
المجلس العسكري للإنعاش الوطني هي حكومة عسكرية حكمت لفترة قصيرة الأجل الجمهورية الإسلامية الموريتانية بعد انقلاب العاشر من يوليو 1978 الذي أطاح بالرئيس المختار ولد داداه حتى لحظة الانقلاب في 6 أبريل عام 1979. كان يرأس المجلس العقيد المصطفى ولد محمد السالك. أعقب هذا الانقلاب قيام ديكتاتورية عسكرية ثانية حملت اسم المجلس العسكري للخلاص الوطني.